# Warre Vangheluwe
Warre Vangheluwe (Tielt, 23 juli 2001) is een Belgisch wielrenner die in 2024 prof werd bij Soudal-Quick Step.

## Carrière
Als tweedejaars belofte won Vangheluwe Kemmel Koerse, een Vlaamse amateurwedstrijd. Later dat jaar werd hij, achter Lars Oreel, tweede in de GP Jules Van Hevel. Een seizoen later, in 2023, maakte Vangheluwe de overstap naar de opleidingsploeg van Soudal-Quick Step. In maart van dat jaar won hij de Youngster Coast Challenge, een beloftenkoers op UCI-niveau. Later dat jaar won hij Gullegem Koerse, de Hel van Voerendaal en de Omloop Mandel-Leie-Schelde.
In 2024 werd Vangheluwe prof bij Soudal-Quick Step, dat hem na één seizoen liet doorstromen vanuit de opleidingsploeg. Zijn eerste wedstrijdkilometers van dat jaar volgden in de AlUla Tour.

## Overwinningen
2022
Kemmel Koerse
2023
Youngster Coast Challenge
Hel van Voerendaal
Gullegem Koerse
Omloop Mandel-Leie-Schelde
Jongerenklassement Ronde van Loir-et-Cher
2024
4e etappe Vierdaagse van Duinkerke
2e etappe Ronde van Guangxi

### Resultaten in voornaamste wedstrijden
|      | \| Jaar \| Gent-Wevelgem \| Parijs-Roubaix \| \| ---- \| ------------- \| -------------- \| \| 2024 \| \| opgave \| \| 2025 \| opgave \| \| |                |
| Jaar | Gent-Wevelgem | Parijs-Roubaix |
| 2024 | | opgave         |
| 2025 | opgave |                |

## Ploegen
- 2022 –  Team Elevate p/b Home Solution Soenens
- 2023 –  Soudal-Quick Step Devo Team
- 2024 –  Soudal-Quick Step
- 2025 –  Soudal Quick-Step

Alaphilippe · Asgreen · Bastiaens · Cattaneo · Černý · Evenepoel      · Gelders · Hirt · Huby · Knox · Lampaert · Lamperti · Landa · Lecerf · Magnier · Masnada · Merlier · Moscon · Pedersen · Reinderink · Serry · Svrček · Van Lerberghe · Van Wilder · Vangheluwe · Vansevenant · Vervaeke · Warlop